# Квадрангл Casius

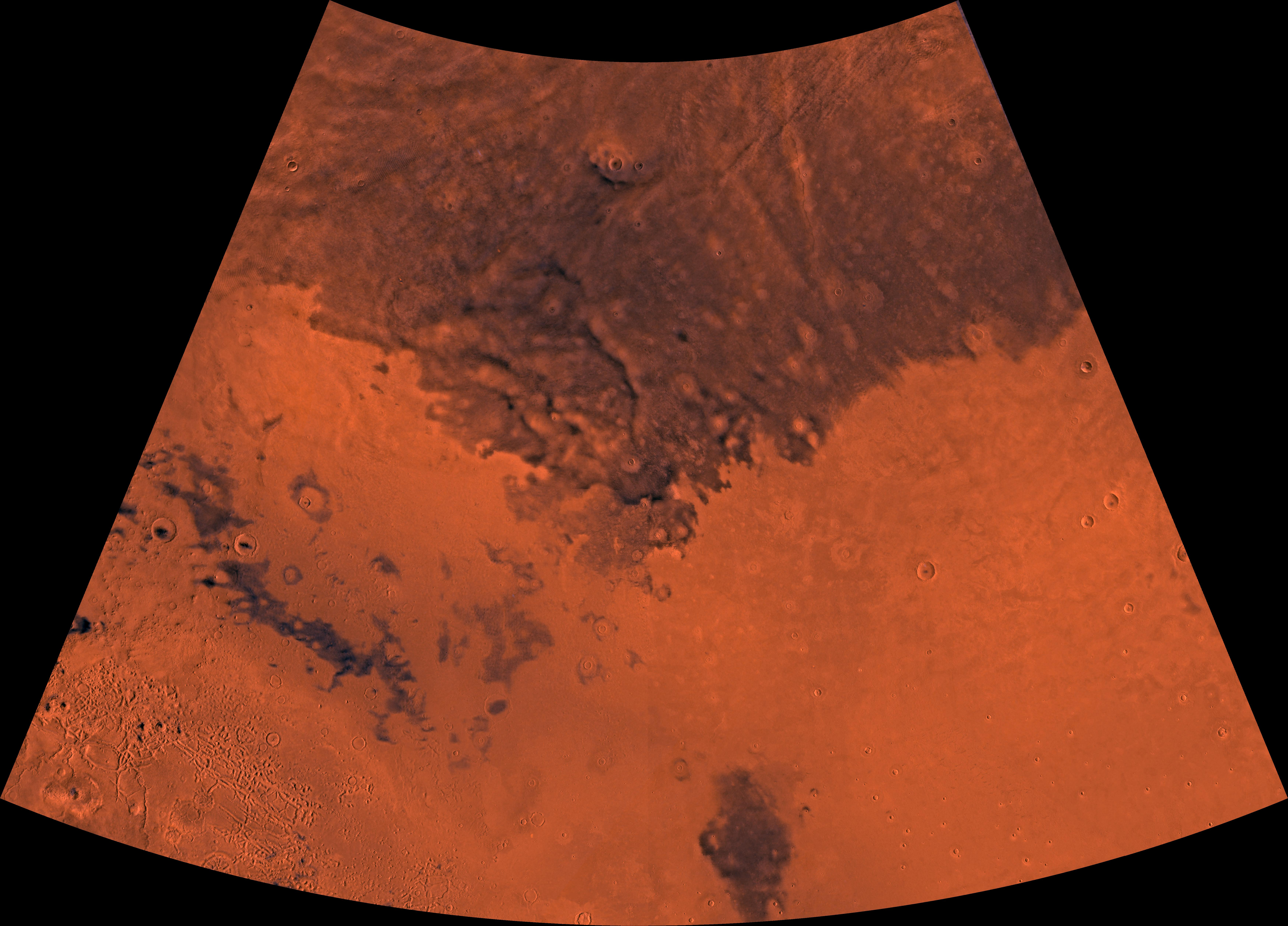
Знімок квадрангла Casius (MC-6). До південно-західної частини входить територія під назвою Nilosyrtis Mensae (розломи, яри та круті пагорби); решта рельєфу складається переважно з гладких рівнин.

Квадрангл Casius — це одна із серії 30 квадранглових (чотирикутних) карт Марса, які розробила та створила Геологічна служба США (USGS) в рамках програми Astrogeology Research Program. Квадрангл розташований у північно-центральній частині східної півкулі Марса, і покриває територію від 60° до 120° східної довготи (від 240° до 300° західної довготи) та від 30° до 65° північної широти. Карта квадрангла використовує конформну конічну проєкцію Ламберта при масштабі 1:5,000,000 (1:5M). Для означення квадрангла Casius іноді також використовується скорочення MC-6 (Mars Chart-6). Протяжність південної та північної границь квадрангла дорівнює приблизно 3 065 км та 1 500 км, відповідно. Протяжність із півночі на південь становить близько 2 050 км (дещо менше ніж довжина Ґренландії). Квадрангл покриває площу приблизно у 4.9 мільйонів квадратних кілометрів, або трошки більше ніж 3% всієї поверхні Марса.

## Походження назви
Casius — це назва телескопної альбедо-деталі, розташованої за координатами 40° N та 100° E на Марсі. Ця деталь, у свою чергу, отримала свою назву від латинського епітета до імені бога Зевса, який вживався у святинях Єгипту та Сирії. Назва була офіційно затверджена Міжнародним астрономічним союзом (IAU) у 1958 році.

## Фізична географія та геологія
Розташований у високих широтах, квадрангл Casius має певні деталі рельєфу, які дозволяють припустити про присутність ґрунтового льоду у цій місцевості. Візерунчаста поверхня є однією із таких деталей. Зазвичай полігональні форми можна надибати ближче до полюсів, починаючи із 55 градусів широти. До інших деталей, які зазвичай асоціюються із присутністю ґрунтового льоду, належать фестончастий рельєф, кратери типу «Ring Mold», та концентричне наповнення кратера.
|                                                          |
| Карта квадрангла Casius із позначенням основних деталей. |

| |
| Візерунчаста земля у формі полігональних утворень асоціюється із присутністю ґрунтового льоду. Дуже незвично те, що цю особливість було виявлено настільки далеко від полюсу (45 градусів північної широти). Знімок виконано Mars Global Surveyor. |

| |
| Перигляціальні формування у місцевості Utopia, знімок HiRISE. Клацніть на зображенні, аби побачити візерунчасту поверхню та фестончастий рельєф. |

## Nilo Syrtis
Регіон Nilo Syrtis простягається приблизно від 280 до 304 градусів західної довготи, а тому, так само як і декілька інших деталей поверхні, він виходить поза межі одного квадрангла. Частина Nilo Syrtis розташована у квадранглі Ismenius Lacus, тоді як решта перебуває в межах квадрангла Casius.
| |
| Канал у Nilo Syrtis, що сформувався після того, як висохло озеро, яке розташовувалось у кратері завширшки 45 миль. Знімок виконано THEMIS. |

| |
| Пропоноване місце посадки у Nilo Syrtis, знімок виконано THEMIS. Місцевість має плоску форму та містить глинясті мінерали із ознаками водної ерозії. |

|                                                                                   |
| Nilo Syrtis, знімок виконано HiRISE. Клацніть на зображенні, аби розгледіти шари. |

## Кратери типу «Ring Mold»
Кратери типу «Ring Mold» виглядають як пекарські форми для випікання пончиків (англ. ring mold). Вважається, що такі кратери утворюються при падінні метеорита в місцевості, багатій на підземні поклади льоду. Лід покритий шаром пилюки, піску та каміння. Кратери цього типу зустрічаються в тих частинах Марса, де є великі поклади підземного льоду. Лабораторні експерименти підтверджують те, що падіння космічних тіл в місця накопичення льоду в результаті спричиняють утворення кратерів, що мають вигляд форми для випікання пончиків (англ. «ring mold shape»). Для майбутніх колонізаторів Марса вони можуть виявитись найлегшим способом віднаходити поклади водяного льоду.
| |
| Контекстний знімок CTX для наступного зображення, виконаного камерою HiRISE. Виділене позначає межі наступного знімка. |

|                                                                                     |
| Ймовірний кратер типу «Ring Mold». Знімок виконано HiRISE в рамках програми HiWish. |

| |
| Кратери типу «Ring Mold» утворюються при падінні метеорита в льодовий шар. Тоді, одразу ж після удару, хвиля речовини піднімається вгору й застигає у згаданій формі. Пил та різні уламки осідають на верхівці, тим самим ізолюючи лід від атмосфери. |

## Концентричні наповнення кратерів
Терміном «концентричне наповнення кратера» окреслюється таке дно кратера, яке здебільшого покрите великою кількістю паралельних кільцевих кряжів. Вважається, що вони утворюються внаслідок поверхневого руху льодовикового типу. Іноді на таких днищах кратерів можна виявити валуни; Вважається, що вони потрапляють туди зі стінок кратерів, а тоді переміщуються від них ближче до центру в результаті руху льодовика. Ератичні валуни на Землі переміщуються в той же спосіб. На основі точних топографічних вимірювань висоти в різних точках у цих кратерах, а також припустимої їх глибини, яка визначається на основі діаметра кратера, було визначено, що ці кратери приблизно на 80% заповнені льодом. Іншими словами, вони містять сотні кубічних метрів речовини, яка, найімовірніше, складається з льоду та декількох десятків метрів поверхневого осаду у формі пилюки, піску та каміння. Накопичення льоду відбулося в місцях таких кратерів у результаті снігопадів, що відбувалися протягом давніших кліматичних періодів.
Фотознімки у високій роздільності, виконані камерою HiRISE, демонструють, що в деяких кратерах поверхня концентричних наповнень має вигляд дивних візерунків, які заведено називати мозкоподібним закритоклітинним та відкритоклітинним рельєфом. Такий рельєф нагадує звивини в людському мозку. Вважається, що така форма рельєфу спричиняється утворенням тріщин у поверхні, в яких накопичується пил та різні осипові відклади, на ряду із сублімацією льоду в певних місцях.
|                                                                                |
| Ширококутний знімок концентричного наповнення кратера. Знімок виконано HiRISE. |

| |
| Концентричне наповнення кратера. Збільшена ділянка верхньої частини попереднього знімка. Поверхневий шар породи покриває водяний лід. |

| |
| Добре розвинені улоговини у концентричному наповненні кратера. Знімок HiRISE, в рамках програми HiWish. |

| |
| Знімок великим планом, що демонструє тріщину із западинами на дні кратера із концентричним наповненням. Знімок HiRISE, в рамках програми HiWish. |

| |
| Знімок великим планом, що демонструє тріщину із западинами на дні кратера. Знімок HiRISE, в рамках програми HiWish. Тріщини можуть починатися із утворення западин, що формують єдину лінію, потім збільшуються та об'єднуються. |

## Багаті на лід деталі, утворені внаслідок кліматичної зміни
Вважається, що чимало деталей на Марсі, в тому числі й багато з тих, що розташовані у квадранглі Casius, містять великі кількості льоду. Найпопулярнішою моделлю, здатною пояснити походження такого льоду, є кліматична зміна, спричинена значною зміною нахилу осі обертання планети. Бували періоди, коли цей нахил був навіть більшим за 80 градусів. Значна зміна нахилу осі обертання цілком могла б пояснити таку велику кількість деталей на поверхні Марса із високим вмістом підповерхневого льоду.
Дослідження показали, що коли нахил осі Марса досягає 45 градусів від теперішніх 25 градусів, лід на полюсах перестає бути стабільним. Більше того, при аж такому куті нахилу запаси твердого діоксиду вуглецю (сухого льоду) сублімуються, чим збільшують атмосферний тиск. Таке підвищення атмосферного тиску дозволяє більшій кількості пилу перебувати в атмосфері. Волога, яка є в атмосфері, спадатиме на поверхню у формі снігу або льоду, налиплого на пилові зерна. Підрахунки показали, що концентрація такої речовини відбуватиметься у середніх широтах. Загальне моделювання марсіанської атмосфери передбачає накопичення пилюки із високим вмістом льоду саме в тих регіонах, де зараз виявляють багаті на лід поверхневі формації рельєфу. Коли нахил зміщується у напрямку зменшення кута, лід сублімується (переходить безпосередньо у газоподібний стан) і залишає по собі лише шар пилу. Залишковий пиловий осад прикриває матеріал, що залягає глибше, таким чином, що при кожному циклі збільшеного кута нахилу якась частина шарів породи з високим вмістом льоду залишатиметься неторканою під поверхнею. Зверніть увагу, що гладенький шар поверхневої мантії, ймовірно, являє собою порівняно недавно утворений матеріал.

## Mars Science Laboratory
Місцевість Nilosyrtis була одним із запропонованих місць посадки для Марсіанської наукової лабораторії. Однак урешті-решт було вибране інше місце. Nilosyrtis пройшла у сімку місць, які найбільше претендували на цю роль, але так і не пройшла у четвірку. Метою роботи Марсіанської наукової лабораторії є пошук ознак стародавнього життя. Науковці сподіваються, що наступні місії зможуть передати на Землю зразки з тих місць, які будуть ідентифіковані в ході поточної місії як такі, що, ймовірно, містять певні залишки життя. Для того, аби здійснити безпечну посадку апарата на планету, потрібне було рівнинне, пласке коло діаметром у 12 миль. Геологи сподіваються дослідити місця, у яких колись протікала вода. Основною ціллю для них є шари річкових та озерних відкладень.

## Інші знімки з квадрангла Casius
|                                                                                             |
| Кратер у регіоні Adamas Labyrinthus, знімок HiRISE. На знімку видно багато цікавих деталей. |

|                                                                                                  |
| Ударні виверження навколо кратера Баколор, знімок HiRISE. Лінія масштабу відповідає 1000 метрів. |

|                                                                                          |
| Насипи та пагорби у Astapus Colles, знімок HiRISE. Лінія масштабу відповідає 500 метрам. |

| |
| Поверхня Nilosyrtis Mensae, на якій видно кряжі та розломи. Знімок виконано HiRISE, в рамках програми HiWish. |

|                                                                                            |
| Інший вид на поверхню Nilosyrtis Mensae. Знімок виконано HiRISE, в рамках програми HiWish. |

|                                                     |
| Знімок CTX, на якому показано межі наступного фото. |

| |
| Шари у кратерах. Знімок виконано HiRISE, в рамках програми HiWish. Територія, ймовірно, була вкрита цими шарами; вони встигли зникнути під впливом ерозії - за винятком тих, що перебувають під захистом кільцевого валу кратера. |

|                                                         |
| Шари. Знімок виконано HiRISE, в рамках програми HiWish. |

| |
| Поверхневі шари у Долині монументів. Вважається, що вони сформувалися, принаймні частково, із відкладень у водоймах. Оскільки на Марсі можна натрапити на такі ж утворення, вода залишається основною причиною оголення поверхневих шарів на Марсі. |

|                                                                   |
| Стічні рівчаки. Знімок виконано HiRISE, в рамках програми HiWish. |

|                                                                                       |
| Западини, що наче формують тріщини. Знімок виконано HiRISE, в рамках програми HiWish. |

|                                                                                   |
| Ями та западини на дні кратера. Знімок виконано HiRISE, в рамках програми HiWish. |